# Anna Biriukowa
Anna Biriukowa (Анна Бирюкова; ur. 27 września 1967 w Swierdłowsku) – rosyjska lekkoatletka, która specjalizowała się w trójskoku.
W 1996 roku odpadała w eliminacjach podczas igrzysk olimpijskich w Atlancie. Mistrzyni świata ze Stuttgartu (1993) – złoty medal okrasiła wówczas rekordem świata (15,09). Rekord ten przetrwał do kolejnej edycji czempionatu w 1995 roku, podczas którego Biriukowa zajęła trzecie miejsce. Ma w swoim dorobku także dwa medale mistrzostw Europy z 1994 roku: złoty ze stadionu (Helsinki 1994) oraz srebrny z hali (Paryż 1994). Stawała na podium mistrzostw Rosji, a w 1994 zwyciężyła w igrzyskach dobrej woli. Startowała również w skoku w dal jednak w tej konkurencji nie odnosiła większych sukcesów.

## Osiągnięcia
| Rok  | Impreza                   | Miejsce    | Pozycja           | Wynik |
| ---- | ------------------------- | ---------- | ----------------- | ----- |
| 1993 | Mistrzostwa świata        | Stuttgart  | 1. miejsce        | 15,09 |
| 1994 | Halowe mistrzostwa Europy | Paryż      | 2. miejsce        | 14,72 |
| 1994 | Igrzyska dobrej woli      | Petersburg | 1. miejsce        | 14,57 |
| 1994 | Mistrzostwa Europy        | Helsinki   | 1. miejsce        | 14,57 |
| 1995 | Mistrzostwa świata        | Göteborg   | 3. miejsce        | 15,08 |
| 1996 | Igrzyska olimpijskie      | Atlanta    | el. – 12. miejsce | 14,19 |